# Centro Cultural Clavijero
El Centro Cultural Clavijero es un recinto cultural público ubicado en la ciudad de Morelia, Michoacán, México, el cual depende de la Secretaria de Cultura de Michoacán. El centro cultural fue fundado en el año 2008 tras remodelarse el edificio histórico donde tiene su sede el cual fue un monasterio y colegio de los religiosos de la Compañía de Jesús (jesuitas) durante la época del virreinato. El recinto recibe su nombre en homenaje al Jesuita Francisco Javier Clavijero quien durante un tiempo impartió cátedra en el lugar. Actualmente el Centro Cultural Clavijero se enfoca en la presentación de importantes exposiciones temporales de arte, algunas pertenecientes a colecciones de reconocidas instituciones nacionales tanto públicas como privadas. En 2010 se anunció la creación de la Galería GAMA   en una de las salas del recinto la cual estará dedicada a la exhibición y venta del arte plástico de los artistas actuales de Michoacán.
El inmueble que ocupa el Centro Cultural Clavijero al ser un antiguo e importante recinto de la época del virreinato de Nueva España y por sus características arquitectónicas forma parte relevante del patrimonio catalogado en la declaratoria del Centro Histórico de Morelia (1,113 sitios y monumentos) como Patrimonio Cultural de la Humanidad por la UNESCO desde 1991.

## Historia del edificio

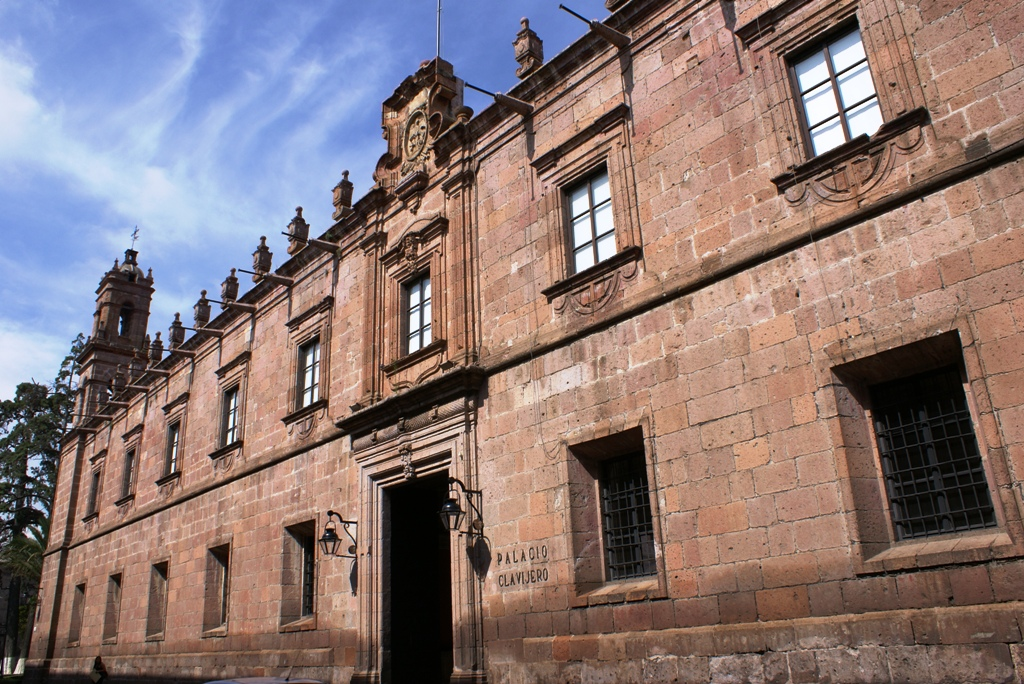
Fachada principal

Siglo XVII al XVIII: Los religiosos de la Compañía de Jesús llegaron a la ciudad de Valladolid hoy Morelia a finales del siglo XVI, en 1660 iniciaron la construcción de su templo el cual fue terminado en 1695. En 1757 iniciaron la construcción del edificio del monasterio y colegio el cual recibió el nombre de San Francisco Javier concluyéndose definitivamente en 1763. La función religiosa del Colegio se conservó hasta 1767 año en que fueron expulsados los jesuitas de todos los dominios españoles por orden del Rey Carlos III de España. Entre 1763 y 1766 impartió cátedra en el colegio el jesuita veracruzano Francisco Javier Clavijero. Tras la expulsión de los jesuitas el conjunto arquitectónico pasó a manos del clero secular. 
Siglo XIX: Posteriormente en el siglo XIX el inmueble tuvo muy diversos usos, a principios del siglo el edificio fue sede del poder legislativo de Michoacán habilitándose el salón de sesiones en una de sus salas, en 1828 en el lugar el congreso discutió y dictaminó el cambio de nombre de Valladolid por Morelia. En 1847 el entonces gobernador de Michoacán Melchor Ocampo convocó en el patio del recinto a 4000 hombres que formaron el histórico Batallón de Matamoros el cual partió a la Ciudad de México, esto como una medida para defender la soberanía nacional ante la Primera intervención estadounidense en México. En la época del Porfiriato se estableció en el inmueble una escuela pública.
Siglo XX: En 1910 en tiempos del estallido de la Revolución Mexicana se estableció en el edificio una escuela industrial. En 1930 el templo anexo fue convertido en biblioteca pública. En la segunda mitad del siglo XX el recinto fue restaurado y se habilitó para albergar diversas oficinas de la administración pública estatal, nombrándose el lugar como “Palacio Clavijero”. 

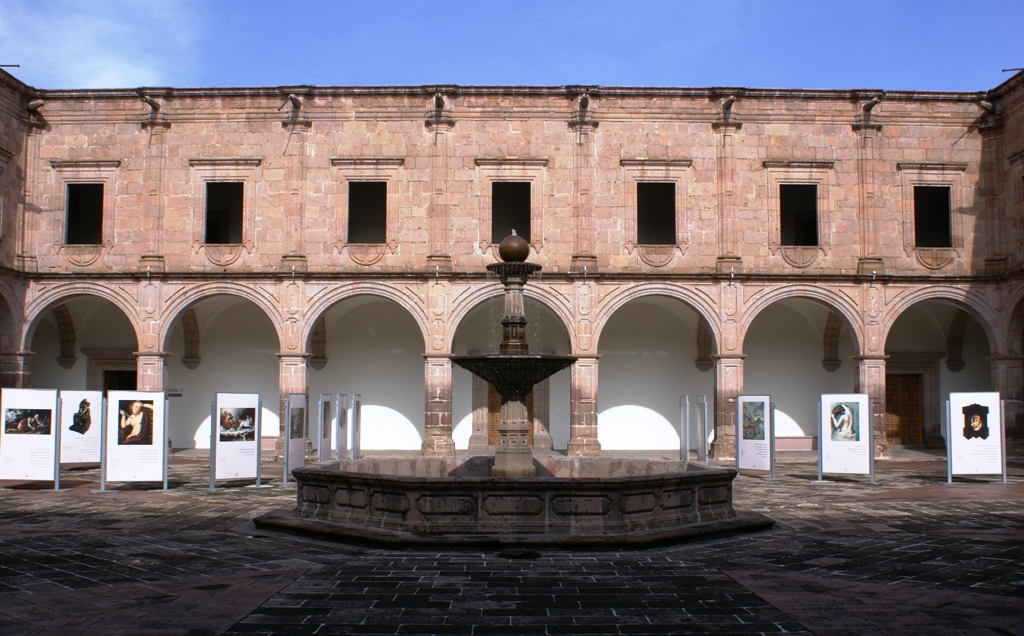
Fuente octagonal.

Siglo XXI: En el año 2002 se pintó un mural en el cubo de la escalera principal del edificio titulado “Montañas de Michoacán”, el cual es obra del artista plástico michoacano Adolfo Mexiac. Desde 2004 se comenzaron a presentar algunas exposiciones temporales en el lugar todavía sin formalizarse su función cultural, exhibiéndose exposiciones entre las que se encuentran obras del artista michoacano Javier Marín en 2004, obras de Auguste Rodin en 2005, una muestra de instrumentos musicales basados en los diseños de  Leonardo da Vinci en 2006, así como una muestra de arte contemporáneo cubano en 2006. En el año 2007 son reubicadas las últimas oficinas de la administración pública estatal que se encontraban en el edificio e inician los trabajos de restauración integral encomendados al reconocido arquitecto mexicano Ricardo Legorreta. El 7 de febrero de 2008 fue inaugurado el Centro Cultural Clavijero por el gobernador de Michoacán y los titulares  del Consejo Nacional para la Cultura y las Artes (CONACULTA), y el Instituto Nacional de Antropología e Historia (INAH), presentándose exposiciones temporales con obras pictóricas de la colección del Museo Soumaya, exposiciones del INAH, obras del maestro Francisco Toledo a través del Instituto de Artes Gráficas de Oaxaca (IAGO), una exposición pictórica en homenaje al artista michoacano Alfredo Zalce, entre otras. En 2010 se anunció la puesta en marcha de la Galería Michoacana de Arte (GAMA) en una de las salas del recinto la cual exhibirá y ofertará el trabajo artístico de los creadores visuales de Michoacán.

## Arquitectura

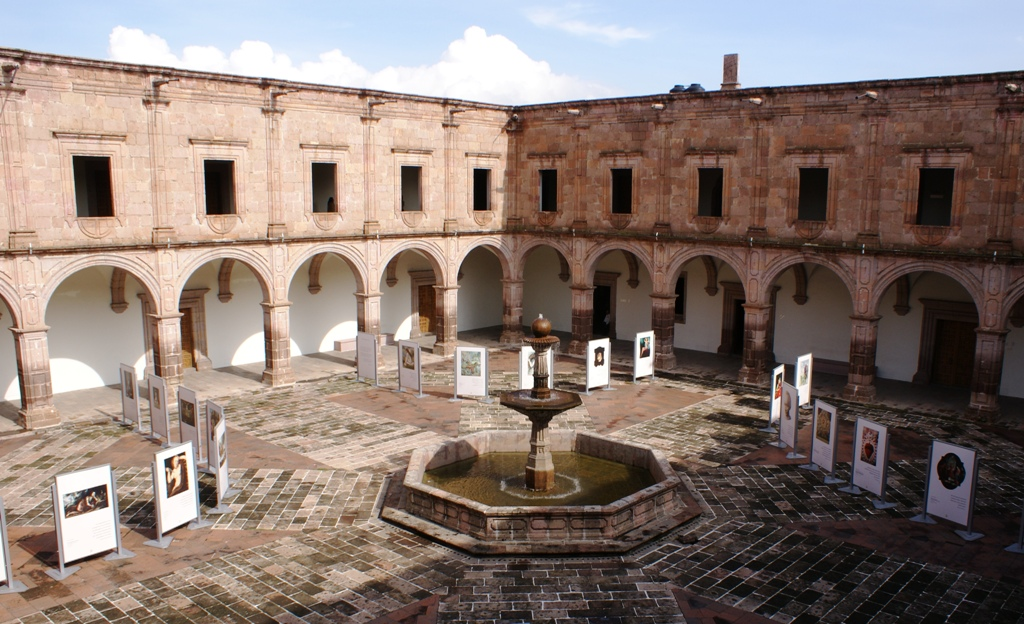
Patio principal

El antiguo Colegio de San Francisco Javier hoy Centro Cultural Clavijero presenta el estilo barroco tablereado del siglo XVIII, el cual es característico en la ciudad de Morelia, está edificado en cantera rosada y presenta dos niveles. Originalmente el inmueble formaba parte del enorme conjunto conventual de la Compañía de Jesús de Valladolid que comprendía el colegio, el templo y las huertas. Actualmente el templo anexo es una biblioteca pública desde 1930 la cual depende de la Universidad Michoacana (UMSNH) mientras que  las huertas fueron fraccionadas desde el siglo XIX en las actuales calles y manzanas de las inmediaciones.
La fachada principal del Centro Cultural Clavijero mira al oriente y está conformada por una serie de ventanas rectangulares en sus dos niveles, estando rematada por una serie de pináculos. En la parte central de la fachada se ubica la portada principal de acceso la cual es rematada por un imafronte mixtilíneo que contiene un relieve del escudo nacional mexicano el cual fue colocado en el siglo XIX en sustitución de un escudo Real de la Corona Española. En la esquina sur de la fachada se ubica un pequeño campanil. 

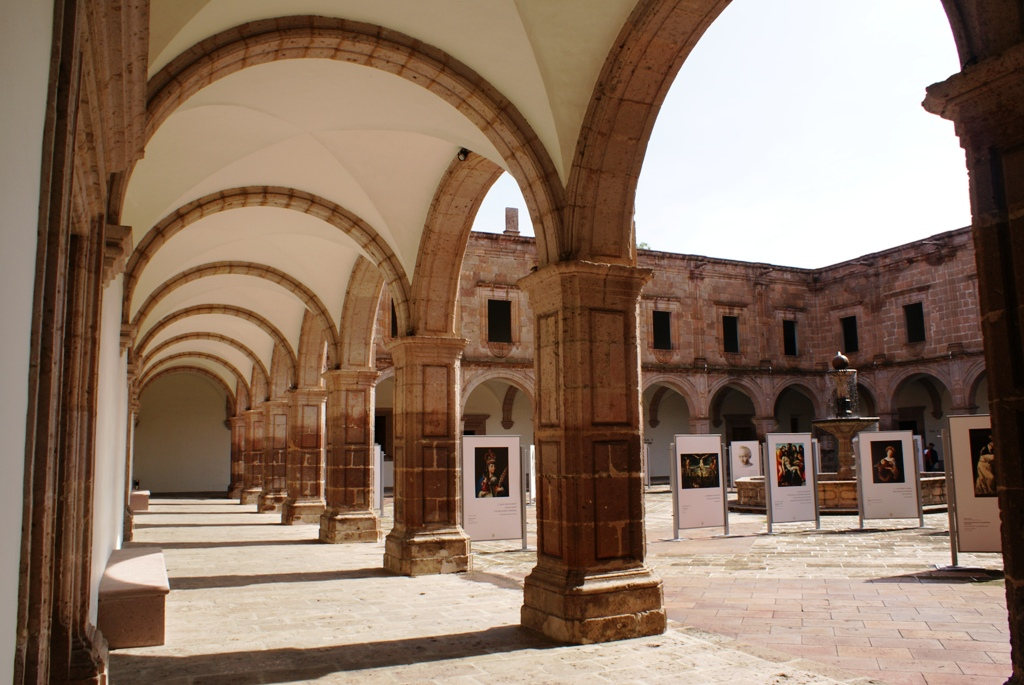
Corredor con arquería en la planta baja.

En su interior el inmueble de grandes dimisiones pose dos patios, el principal de planta cuadrangular exhibe en su centro una fuente octagonal de mediados del siglo XX obra del arquitecto Manuel González Galván, el patio en su planta baja se encuentra rodeado por corredores con arquería de medio punto y en su planta alta con muros donde se hallan una serie de ventanas rectangulares que iluminan los corredores interiores, (este diseño se presenta en varios de los colegios jesuitas edificados en la época). Las salas o habitaciones del primer nivel exhiben bóvedas, mientras que las del segundo techo de viguería de madera. El segundo patio se ubica al costado sur del inmueble, es de menor tamaño y de planta rectangular.

### Murales
Al costado norte del patio principal se ubica el cubo de la escalera principal del recinto,  en dicho espacio se ubica el enorme Mural Montañas de Michoacán  elaborado en 2002 por el artista plástico michoacano Adolfo Mexiac. La obra realizada sobre bastidores de madera empotrados en las paredes se compone de tres muros, las pechinas y el interior de la cúpula. El mural retrata a destacados personajes que tuvieron relación con la Historia de Michoacán como Vasco de Quiroga, Francisco Javier Clavijero, José María Morelos y Pavón, Melchor Ocampo, Lázaro Cárdenas del Río, entre otros. 

## Instalaciones del centro cultural
El Centro Cultural Clavijero cuenta con 8 salas de exhibición las cuales se distribuyen alrededor del patio principal del recinto en sus dos niveles. 1 sala habilitada como auditorio con capacidad para 135 personas, 1 librería “EDUCAL” especializada en arte, historia y literatura, entre las que se encuentran publicaciones de CONACULTA.
Las salas del centro cultural están dedicadas a albergar exposiciones temporales de instituciones culturales públicas y privadas. En años recientes, el Centro Cultural Clavijero ha presentado diversas exposiciones, como Códice Maritza de Demián Flores (2019); Sincretismos de Rocío Caballero (2021); Meninas Feas de Jacob Vilató; y De barro y hueso de Laura Quintanilla (2022). Estas muestras reflejan el enfoque del recinto hacia el arte contemporáneo con resonancia histórica o simbólica.
A lo largo del tiempo, se han presentado otras exposiciones notables:
- Jardín de desencuentros de Jorge Méndez Blake (2022)[2]
- Las paredes hablan de Alí Gamboa (2023)[3]
- La palabra está en el fondo de todo de Juan Carlos Macías (2023)[4]
- Arquitectura Insólita (2024), exposición colectiva organizada junto con la Bienal FEMSA[5]

En enero de 2025, con motivo del Día Mundial de la Selfie en los Museos, el recinto presentó cinco exposiciones temporales: «Mujeres de Peso», de Patricia Aridjis; «Exhumar la MemorIA: Visiones del lago», de Rogelio Séptimo; «Proyecciones Trashumantes: Lago de Cuitzeo», de Áurea Bucio; «Raíces Urbanas: Más allá del Muro» (arte gráfico de gran formato); y «Heredamos libertad, legaremos justicia social», que conmemoró los 50 años del escudo y lema de Michoacán.
Dos de sus salas están destinadas a exhibiciones permanentes: el “Archivo de la Mirada en Michoacán”, donde se exhiben obras pictóricas que forman parte del acervo artístico del Gobierno de Michoacán, entre las que se encuentran obras de Alfredo Zalce, Diego Rivera, Gerardo Murillo "Dr. Atl" y Daniel Thomas Egerton; y la Galería Michoacana de Arte (GAMA), donde se exhibe el arte plástico de los actuales artistas de Michoacán.

## Galería de imágenes

Vistas del patio principal
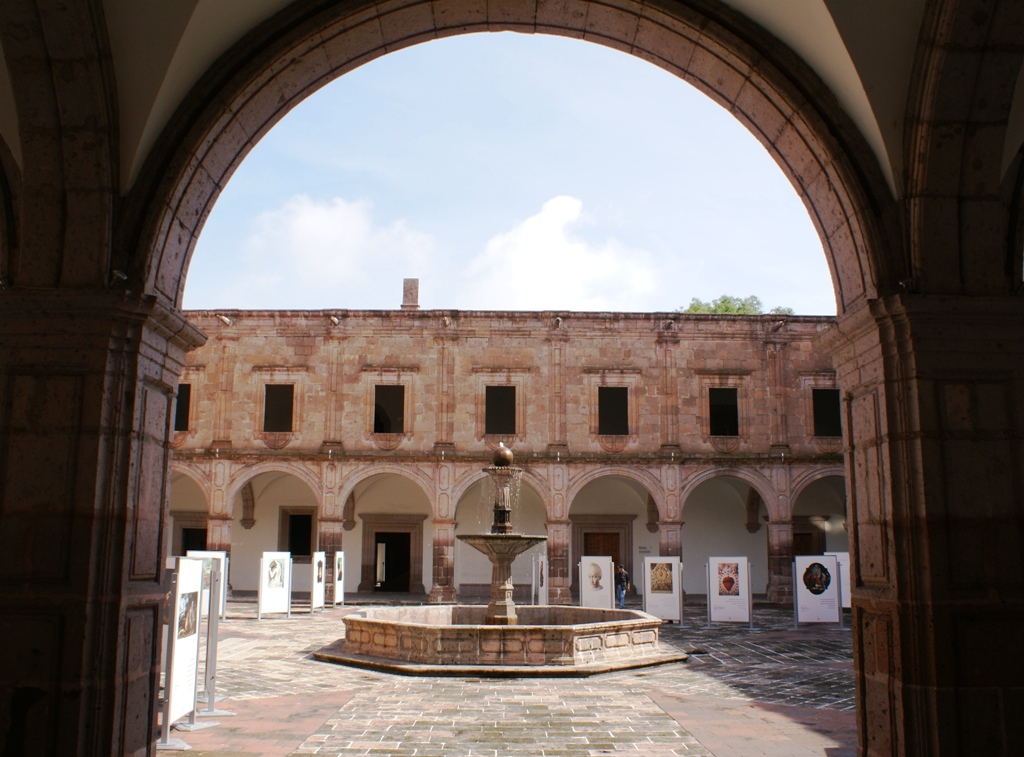
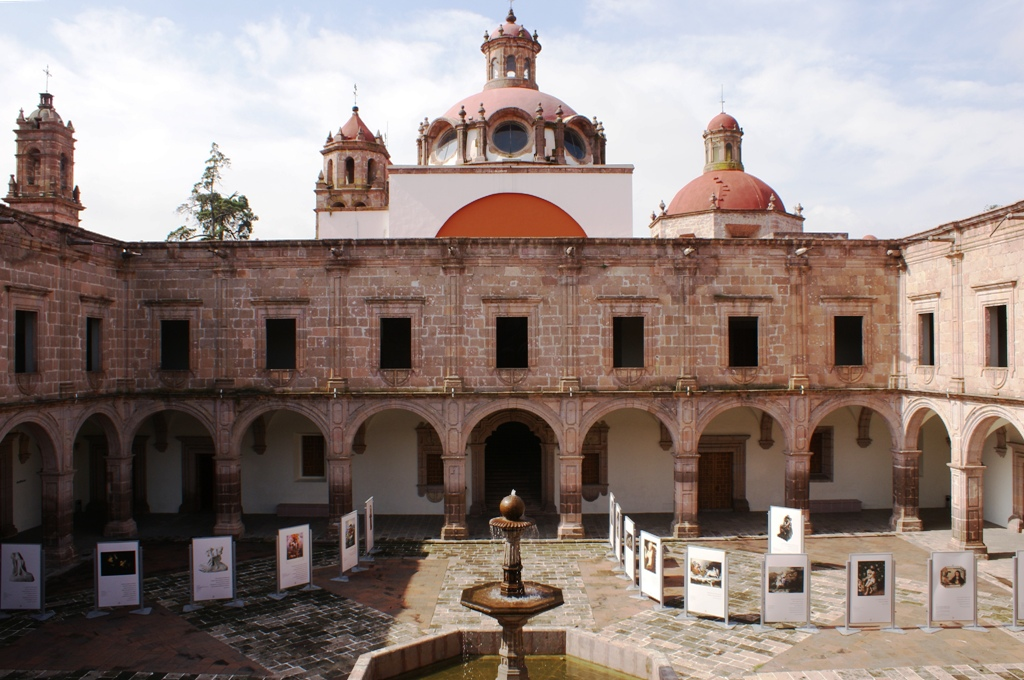
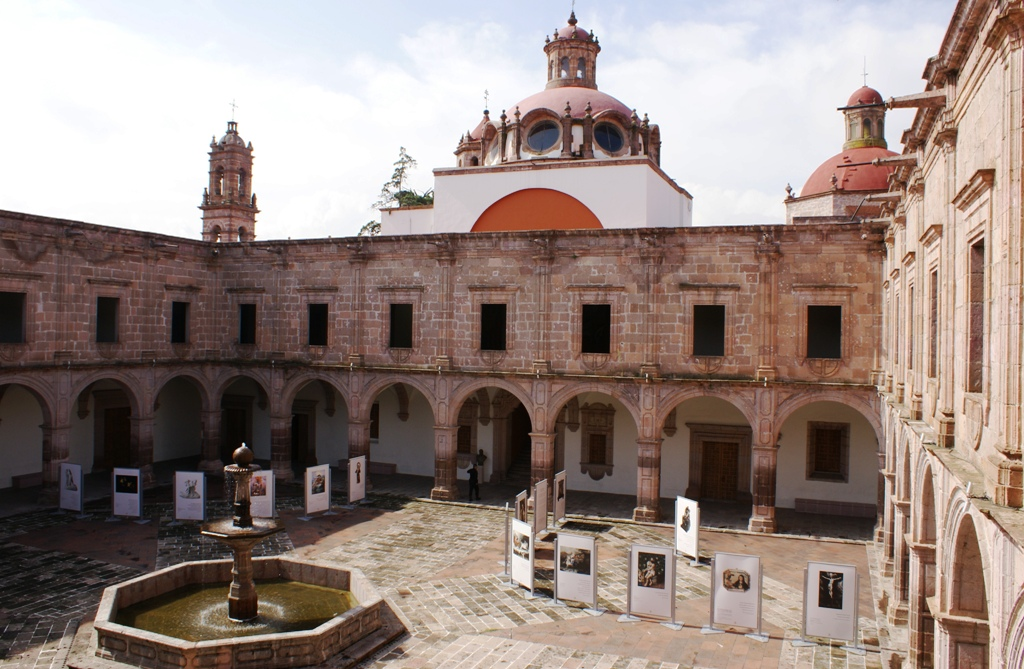
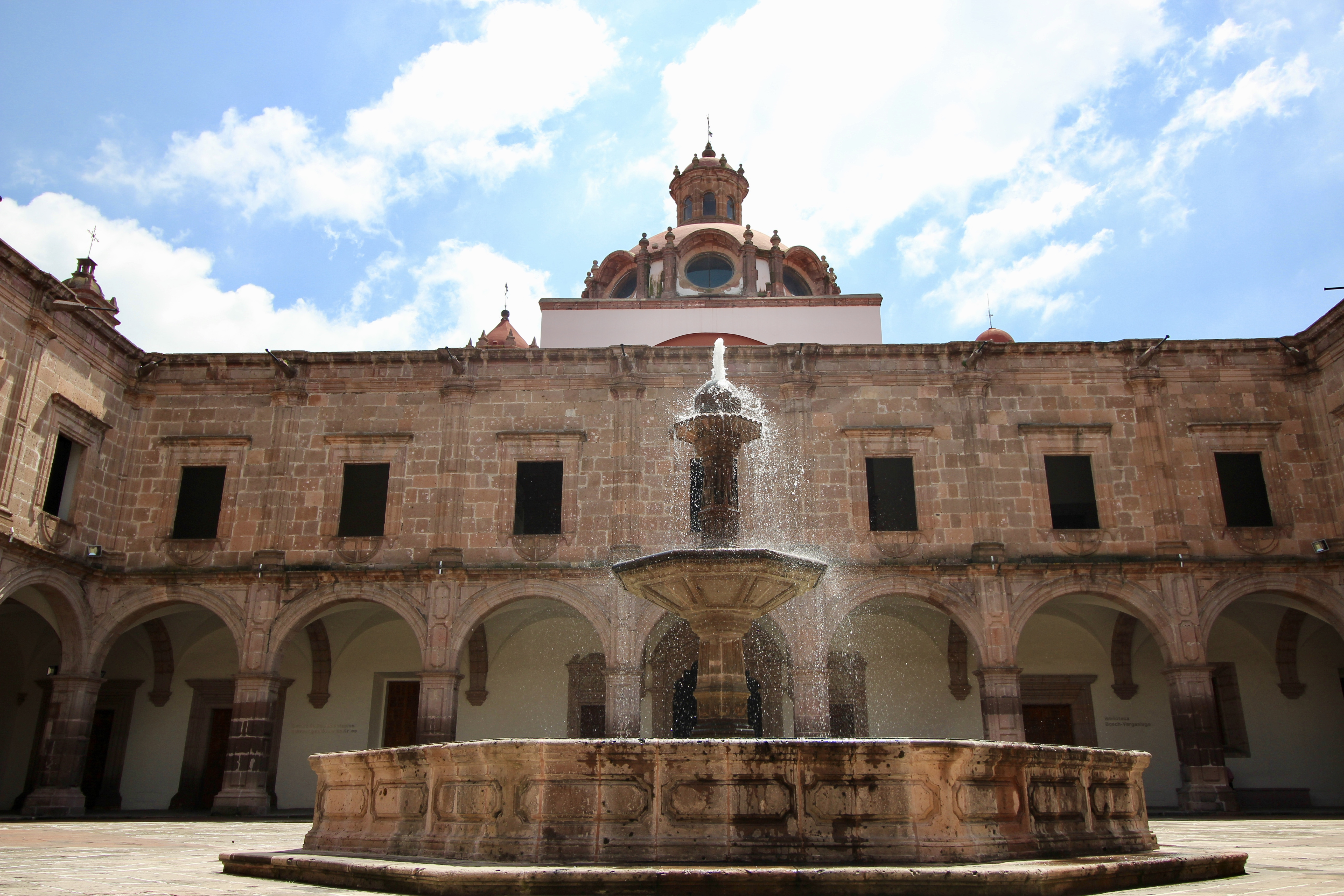

Interiores
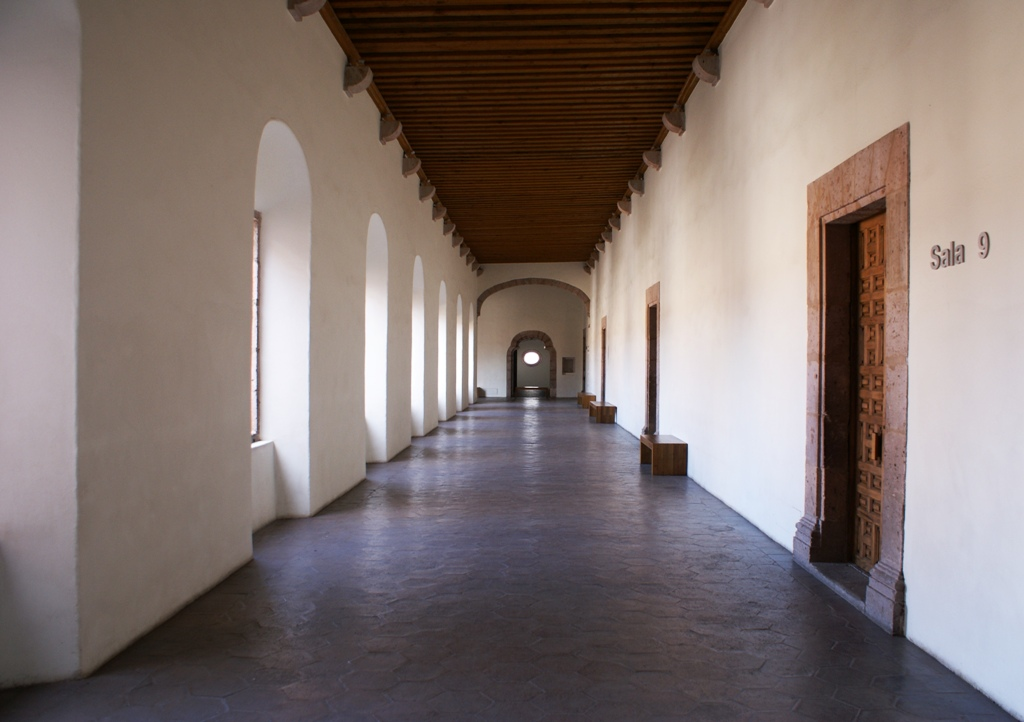
Corredor planta alta
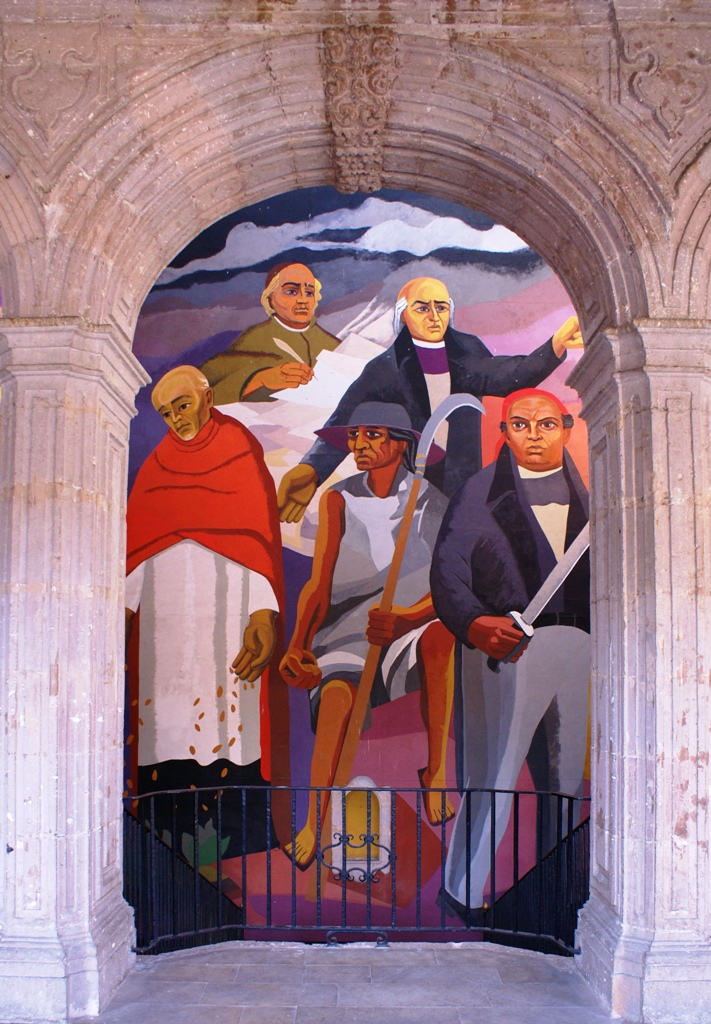
Parte central del Mural Montañas de Michoacán
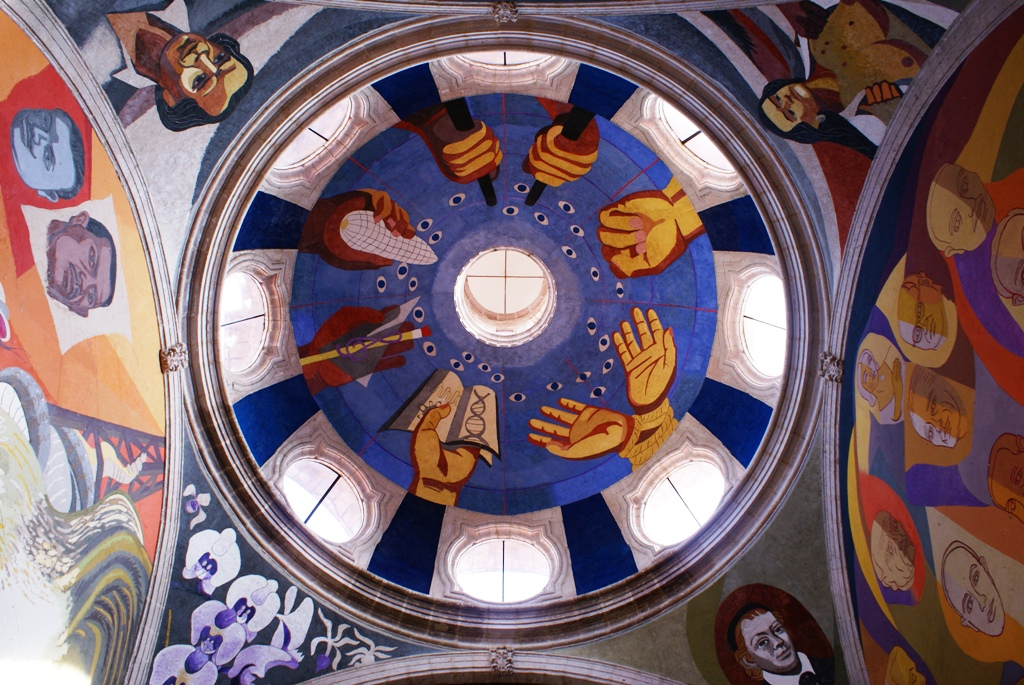
Cúpula del Mural Montañas de Michoacán
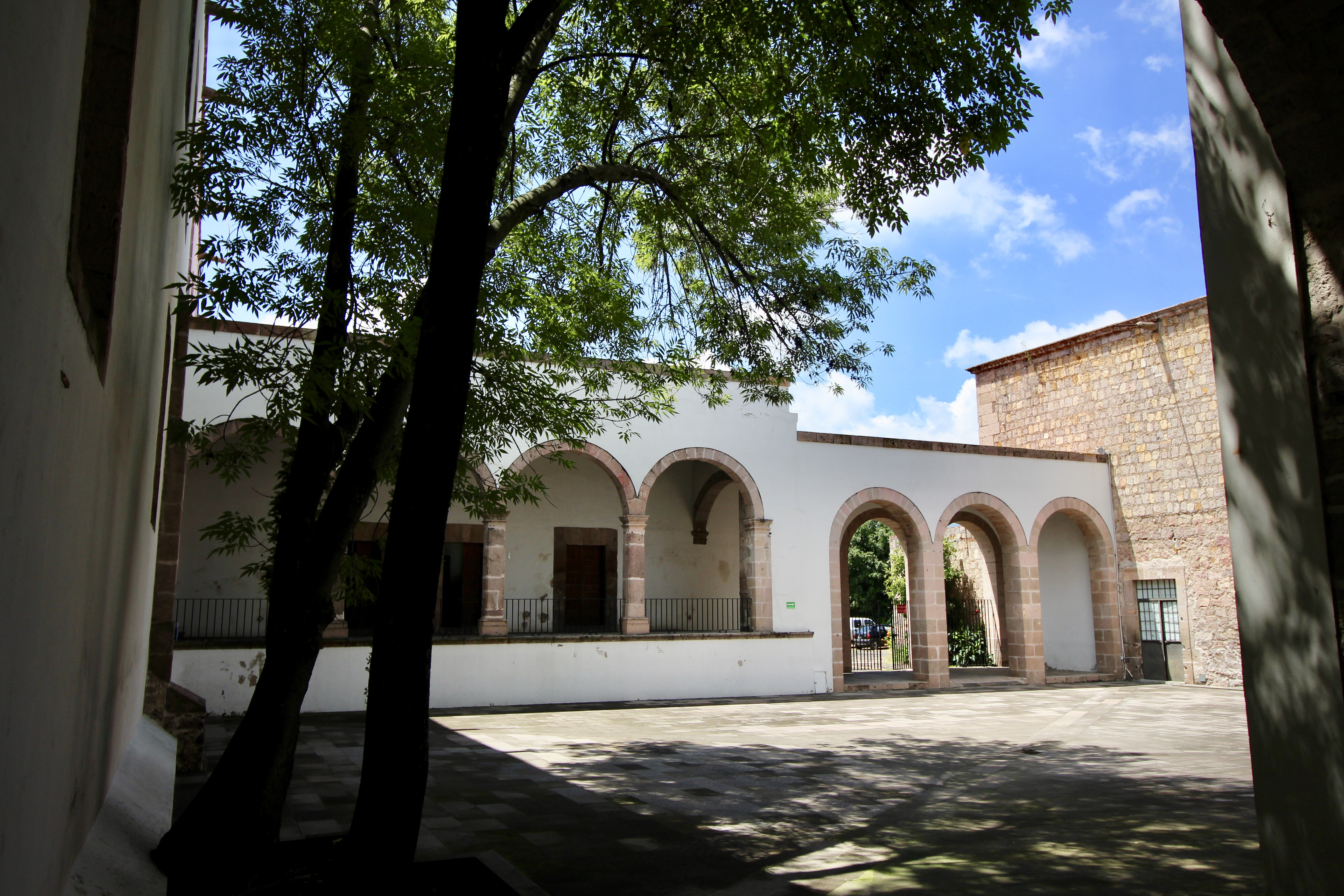
El segundo patio se ubica al costado sur del inmueble